# Pachypanchax
Pachypanchax is een geslacht van straalvinnige vissen uit de familie van killivisjes (Aplocheilidae).

## Soorten
- Pachypanchax arnoulti Loiselle, 2006
- Pachypanchax omalonotus (Duméril, 1861)
- Pachypanchax patriciae Loiselle, 2006
- Pachypanchax playfairii (Günther, 1866)
- Pachypanchax sakaramyi (Holly, 1928)
- Pachypanchax sparksorum Loiselle, 2006
- Pachypanchax varatraza Loiselle, 2006